# Tămășeni
Tămășeni est une commune roumaine du județ de Neamț, dans la région historique de Moldavie et dans la région de développement du Nord-Est.

## Géographie
La commune de Tămășeni est située dans le nord-est du județ, à la limite avec le județ de Iași, sur la rive gauche du Siret, à 8 km au nord de Roman et à 55 km au nord-est de Piatra Neamț, le chef-lieu du județ.
La municipalité est composée des deux villages suivants (population en 1992) :
- Adjudeni (4 456) ;
- Tămășeni (3 879), siège de la municipalité.

## Politique
| Parti | Parti                                      | Sièges |
| ----- | ------------------------------------------ | ------ |
|       | Parti national libéral (PNL)               | 9      |
|       | Alliance des libéraux et démocrates (ALDE) | 4      |
|       | Parti social-démocrate (PSD)               | 2      |

## Démographie
En 2002, la commune comptait 8 256 Roumains (99,91 %).
| 1992  | 2002  | 2011  |
| ----- | ----- | ----- |
| 9 062 | 8 263 | 6 493 |

### Religions
En 2002, la composition religieuse de la commune était la suivante :
- Catholiques romains, 99,04 % ;
- Chrétiens orthodoxes, 0,79 %.

## Économie
L'économie de la commune repose sur l'agriculture et le commerce. La commune dispose de 1 907 ha de terres arables et de 310 ha de prairies et pâturages.

## Communications

### Routes
La commune se trouve à quelques kilomètres de la route nationale DN2 (Route européenne 85) Roman-Suceava.